# Cotylolabium lutzii
Cotylolabium lutzii är en orkidéart som först beskrevs av Guido Frederico João Pabst, och fick sitt nu gällande namn av Leslie Andrew Garay. Cotylolabium lutzii ingår i släktet Cotylolabium, och familjen orkidéer. Inga underarter finns listade i Catalogue of Life.